# Río Pelotas
El río Pelotas es un río brasileño que hace frontera entre los estados de Rio Grande do Sul y Santa Catarina.
Nace en el Parque nacional de São Joaquim en la Serra Geral, en el municipio de Bom Jardim da Serra, próximo a los nacimientos del río Laranjeiras y del río Lava Tudo, a más de 1.000 m s. n. m.,  dirigiéndose hacia el sur-sudoeste, hasta formar parte de la frontera de los municipios de Bom Jardim da Serra y São Joaquim. Al llegar a la frontera de los Estados de Santa Catarina con el de Rio Grande do Sul pasa a correr para el oeste.
Sus afluentes son por la margen derecha (Rio Grande do Sul), los ríos do Louco, da Divisa, Cerquinha, Agua Branca, Bandeirinhas, Forquilha, Socorro, São João Velho, Suçuarana, do Padre, dos Gregórios y Bernardo José. Por la margen izquierda (Santa Catarina) se destacan los ríos Lava Tudo, Pelotinhas y Capivaras.
Al unirse con el río Canoas forma el río Uruguay, que va hacia el Río de la Plata y de ahí al océano Atlántico.
- Datos: Q2008077
- Multimedia: Rio Pelotas / Q2008077